# Kerkdienst (EO)
Kerkdienst was een televisieprogramma dat enkele keren werd uitgezonden door de Nederlandse publieke omroep EO rond een bepaald thema met een geestelijke overdenking.

## Achtergrond
Tot 1 januari 2016 verzorgden zogeheten 2.42-omroepen (aanvankelijk 39f-omroep) zoals de Zendtijd voor Kerken (ZvK) en Interkerkelijke Omroep Nederland (IKON) dit. Zij waren onderdeel van de VKZ (Verzorging Kerkelijke Zendtijd) en zond meestal op zondag kerkdiensten uit via radio en televisie. Op televisie zond ZvK uit op NPO 2, op de radio voornamelijk op NPO Radio 5. Eind 2012 maakte het kabinet-Rutte II bekend dat de zendtijdregeling voor de kleine, op religieuze en levensbeschouwelijke grondslag opererende omroepen zou worden beëindigd per 1 januari 2016. ZvK en IKON kozen voor samenwerking met de EO. en op 8 juli 2013 verhuisden IKON en ZvK naar het gebouw van de EO waar zij sinds 2014 de Kerkdiensten uitzenden.
Op Eerste Pinksterdag wordt sinds 2017 een registratie uitgezonden van de conferentie Opwekking. In verband met de coronacrisis vanaf maart 2020 werd op 15 maart 2020 vanuit de kapel van het dienstencentrum van de Protestantse Kerk in Nederland door de scriba van die kerk, ds. René de Reuver, een korte kerkdienst gegeven omdat veel plaatselijke kerken niet doorgingen. Deze diensten en zogeheten BEAM-diensten worden volledig betaald door EO-leden en donateurs.